# Celal Özcan
Celal Özcan (* 1954 in der Türkei) ist ein deutsch-türkischer Journalist und Buchautor.
Der in der Türkei aufgewachsene Özcan studierte in Deutschland Politikwissenschaft und Zeitungswissenschaft. Zu seinen Buchveröffentlichungen gehören mehrere türkische Sprachführer, aber auch mehrere Bändchen für die Reihe dtv zweisprachig: Türkce Okuma Kitabi - Erste türkische Lesestücke (2008), Türk Atasözleri - Türkische Sprichwörter (1996), Nasreddin Hoca'dan En Iyi Fikralar - Die besten Geschichten von Nasreddin Hodscha (2014), Hep Kebap Olmaz - Es muss nicht immer Kebap sein (2021). Für die Süddeutsche Zeitung schrieb er regelmäßig Kolumnen.
Als Journalist war Celal Özcan unter anderem für die türkische Tageszeitung Hürriyet in München tätig, 2013–2021 war er Chefredakteur der Europaausgabe von Hürriyet in Berlin. Sein Buch über Angela Merkel und die deutsch-türkischen Beziehungen während ihrer Regierungszeit erschien unter dem Titel Savaşı Sabreden Kazanır (Şansölye Merkel’in Hikȃyesi ve Türkiye İlişkileri) bei Doğan Egmont Yayıncılık, Istanbul 2018.